# 老撾鐵路運輸
寮國鐵路運輸發展歷程可追溯至法屬印度支那時期，現今營運中的鐵路系統主要包含兩部分：一是2021年啟用的磨萬鐵路，成為東盟地區首條標準軌國際鐵路；二是連接泰國東北線的跨境米軌鐵路，該線路在寮國境內僅有3.5公里，自塔納楞站延伸至廊開府。這段跨境鐵路每日僅有少量班次，對寮國整體運輸貢獻有限。
歷史上，寮國曾於1900年代初期建成東德－東闊鐵路，這條軌距600毫米的窄軌鐵路全長7公里，橫跨湄公河的東德島與東闊島，主要用於運輸法屬印度支那的農產品。歷史學者研究指出，該鐵路於第二次世界大戰期間逐漸荒廢，現僅存部分遺跡成為觀光景點。
1920年代法國殖民政府曾規劃他曲－淎盎鐵路，擬穿越甘蒙省連接越南廣平省。該計劃因1930年代大萧条導致資金短缺而中止。現代化鐵路建設直至21世紀才實現，中國與寮國合作興建的磨萬鐵路於2016年動工，2021年12月3日正式通車。此鐵路將琅南塔省、烏多姆塞省等主要行政區納入區域鐵路網，使永珍至昆明的旅行時間縮短至10小時。

## 国际运输

### 與泰國的鐵路
在2007年1月起，泰國國家鐵路局將泰国东北线衍伸到永珍西邊約20公里的塔納楞火車站，測試列車在2008年7月4日發車啟用，诗琳通公主在2009年3月5日宣布此一鐵道正式啟用 。到了2010年10月，寮國政府希望將車站末端改建為卸貨場所，如此能提供曼谷與永珍間更低廉的貨物運輸成本。

### 與越南的鐵路
2007年時，寮國國家鐵路局宣布萬象－淎盎鐵路的可行性，最終會在廣平省與南北鐵路相互接壤，衍伸路段將會直達河靜省的海岸港口，並能在南海進行國際海運貿易。越南和老撾於2017年5月同意建設鐵路，同年12月，一項可行性研究得出結論認為鐵路是可行的。該項目估計耗資50億美元。
另一個項目，沙灣拿吉－牢堡鐵路規劃路線長220公里，耗資50億美元的鐵路，合約於2012年11月5日簽訂，並在2013年開始施工，預計耗時4年完工。
截止2023年1月，该项目未开工。

### 與中國的鐵路
老挝长期以来就在与中国协商建立互通的铁路运输系统的可能性。
2010年10月，规划显示一條连接中国云南西双版纳和万象長達530公里的標準軌鐵路将于2011年动工并于2014年完工，并且铁路将进一步向南延伸到曼谷。2011年4月，由于时任中华人民共和国铁道部部长刘志军涉嫌腐败，该规划被無限期推遲。
2012年10月，寮國與中國簽訂了新的永珍－中國邊境鐵路的興建計畫，总花費約為70億美元，並由中國大陸的公司負責建造，動土典禮預計在同年11月舉行，預期於2017年完工。2012年11月，寮國媒体报道铁路建设所需费用需要向中国进出口銀行贷款；計畫為2013年動工、2018年完工。
全部興建完成的鐵路會橫跨云南省，並與省會昆明相連結；南方的延伸計畫將到達泰國首都曼谷並更進一步到達緬甸的土瓦，2013年2月23日，玉蒙鐵路開通運營，最終到達越南的邊界，理論最高时速可達120公里，同時也將取代有百年歷史、时速仅有30公里的昆河铁路。
2016年12月25日，中老鐵路全線開工儀式在老撾北部琅勃拉邦舉行。預計建設期為5年，總投資387億元人民幣。這條鐵路是第一個以中方為主投資建設、共同運營並與連接中國鐵路玉磨鐵路，全線採用中國鐵路的技術標準及設備。
2021年11月，该铁路已基本建设完成；同年12月，该铁路正式开通营运。
2021年12月3日17时28分，首班广州至老挝万象的中老铁路国际货运班列从广州增城西站驶出。
2022年3月16日，“江门号”中老国际货运班列在江门北站正式开通，开辟了珠西地区与东盟经贸往来的陆路新通道。
2023年4月13日，中老铁路正式开始开通国际旅客列车。初期使用“复兴号”“澜沧号”动车组每日开行一对昆明南至万象的朝发夕至列车(D887/888次)，单程包括通关用时10小时30分。全程票价为二等542元人民币，一等864元人民币。可在LCR Ticket购票。D887次列车(即昆明-万象方向)亦可在中国铁路12306(网站和客户端)购买，但D888次(即万象-昆明方向)不可在此购买。

## 参看
- 寮國交通
- 寮國經濟